# Mormonia innubenta
Mormonia innubenta är en fjärilsart som beskrevs av Embrik Strand 1914. Mormonia innubenta ingår i släktet Mormonia och familjen nattflyn. Inga underarter finns listade i Catalogue of Life.